# RR (ep)
RR is een extended play die de Spaanse zangeres Rosalía en de Puerto Ricaanse zanger Rauw Alejandro gezamenlijk maakten. Deze verscheen op 24 maart 2023.

## Achtergrond
In augustus 2021 ging voor het eerst het gerucht dat Rosalía en Alejandro aan het daten waren. Dit kwam doordat ze samen in het openbaar waren gezien door paparazzi. Het tweetal bevestigde hun relatie een maand later met foto's waarop te zien was dat ze Rosalía's negenentwintigste verjaardag vierden.
In mei 2022 vertelde Alejandro aan Billboard dat hij samen met Rosalía had samengewerkt en dat het plan er was om het opgenomen materiaal uit te brengen. Een half jaar bevestigde Rosalía dit in hetzelfde tijdschrift. Op 13 maart 2023 werd de release op sociale media aangekondigd. De volgende dag verscheen er ter promotie een halve minuut durende teaser, die een week later op TikTok al 25 miljoen keer bekeken was.
De videoclip van 'Beso' verscheen op dezelfde dag als de extended play en is inmiddels meer dan 60 miljoen keer op YouTube bekeken (mei 2023). Op Spotify zijn de drie nummers respectievelijk 223, 40 en 16 miljoen keer gestreamd (mei 2023).

## Tracklist
1. Beso
2. Vampiros
3. Promesa